# DJ 스킵
DJ 스킵(DJ Skip, 본명: 김도형, 1975년 ~ )은 대한민국의 힙합 DJ이다. 2000년 데뷔, 쟈니로얄이나 Lecher 같은 락 밴드의 DJ로도 활동하였으나 주로 파티나 클럽에서 스핀 (분위기 흐름이 끊기지 않게 곡을 틀어주는 것)을 하였으며, 2003년에는 한량사, 2009년에는 킹더형 레코드의 CEO로 레이블 운영을 하다가 소속사를 J2 Entertainment로 옮겨갔다. 2010년 4월에는 블로그를 통해 은퇴 선언을 하였으나, 2010년 9월에 컴백하여 가리온의 백업 DJ로 활동하고 있다. 소속 크루는 불한당이며, 킵루츠, Fascinating(MC 성천)과 공동으로 설립한 레이블 LK2Muzic 소속이기도 하다.

## 바이오그래피
DJ Skip이 본격적으로 디제잉을 시작한 것은 서울예전 졸업작품 발표회에서 스크래칭과 퍼포먼스 디제잉을 선보인 1999년이었다. 다음 해, 대학로 힙합페스티벌 중 DJ Battle 부문 개인 2위, NuMark Seoul Battle 3위 등의 좋은 성적을 거두었으며, 더불어 일렉코어 Lecher의 DJ를 거쳐 하드코어 펑크 밴드 쟈니로얄의 DJ로 합류하여 활동하였다. 쟈니로얄의 첫 앨범은 2002년 발매되었으며, 1999년부터 2005년까지 다양한 공연 및 앨범 활동에서 함께하였다.
한편 2001년에는 최초의 턴테이블 크루 남사당패를 조직, 클럽 마스터플랜을 중심으로 약 2년간 활동하였으며, 역시 마스터플랜에서 만난 Macho와 함께 멀티샵 AT431을 운영하였고, 이는 2003년 언더그라운드 레이블 한량사로 발전하였다. 더불어 2002년부터 홍대 클럽 디디의 레지던트 DJ 활동을 시작으로, 클럽 코스모, Tune, Brooklyn, 캐치라이트, Skool 등 여러 클럽에서 메인 DJ로 활동하였다. 이러한 클럽 활동을 바탕으로 그는 2003년부터 현재 Foundation의 CEO인 HJ와 손을 잡고 Afroking Party를 주최 (DJ Skip이 합류했을 때는 3회였음), 9회에 이르기까지 꾸준히 함께하였으며, 이외에도 100~200개의 행사 및 파티를 주최하거나 파티에 참여하였다. 이는 공연에서도 마찬가지여서, 가라사대와 함께 UMF라는 공연 레이블을 만들어 2003년부터 가장 최근인 2009년까지 40여회의 공연을 주최하였다. 더불어 이현도, 이현우, 은지원 등 가요계에서도 세션 DJ로 꾸준히 활동하였으며, 언더에서는 The Z와 함께 SKEZ라는 팀을 결성하여 다수의 앨범에 스크래칭 세션으로 참여하였다.
2007년에는 힙합플레이야 라디오 방송 중 하나인 시원한 라디오를 진행하였고, 2008년에는 한량사의 해체 이후 신인들을 모아 킹더형 레코드를 설립하였다. 그는 똘배와 함께 공동 CEO를 맡아 여러 활동을 하였으며, 2009년 7월에는 DJ Skip이 신생 레이블 J2 Entertainment의 제작 및 프로모션 분과에 들어가게 되면서 킹더형 레코드의 CEO 자리에서 내려왔고, 그 결과 R-est가 총책임을 맡게 되었다. 또 2008년부터 디자이너 Sheen과 함께 론칭한 스트릿 의류 브랜드 L.S.D. 운영도 겸하였다.
2010년 3월 30일에는 "4월 10일 공연을 마지막으로 힙합 음악과 관련된 일을 하지 않을 것"이라 밝혀, 사실상의 은퇴 선언을 하였다. 블로그에는 "나쁜 일로 떠나게 되었다"라는 말만 있을 뿐 구체적인 이유를 밝히지 않아 많은 팬들의 아쉬움과 궁금함을 낳았다. 그러나 곧, 가리온의 컴백과 함께 가리온과 함께 활동하는 새 DJ로 돌아와 각종 공연에서 가리온을 서포트하였다.
2012년에는 새로이 조직된 크루 불한당의 창립 멤버가 되었다. DJ Skip은 크루에서의 자신의 역할을 "중재와 소통 진행"으로 소개하였다.
2015년에는 같은 불한당 크루의 일원인 킵루츠와 Fascinating(MC 성천)과 LK2Muzic이라는 레이블을 설립하기도 하였다.
2020년 현재 국내 팟캐스트 플랫폼 팟빵에서 가리온, 쿠마, Gimjones, 겜보이와 함께 "동반서커스"라고 하는 라디오 프로그램 Host로 활약중이다. 음악, 영화, 사회 이슈, 개인적인 경험 등에 대하여 자유롭게 논하는 라디오 콘텐츠로 DJ Skip 특유의 입담이나 순발력이 돋보인다.

## 디스코그래피
- 2003년 11월 15일 DJ Skip's Style vol.1 믹스테입
- 2009년 3월 11일 This Love Song 4 U 믹스테입 (with DJ Freekey)

## 출연 작품

### 영화
- 용의주도 미스신 - 클럽 DJ 역 (단역)